# みらい人材ゼミナール
みらい人材ゼミナールは、日本の学習塾。小学生を対象にしたオンライン環境下での探究学習（アクティブラーニング）を専門とする。
愛知県北名古屋市を拠点とするみらい人材ゼミナール合同会社が運営している。

## 沿革
2023年9月 - 名古屋大学で教育方法学研究に取り組む大依広宣が創業。

## 概要
- 毎週1回60分のオンライン授業を実施。1クラス6人以下の少人数に特化した環境で、クイズやゲーム要素を使って子どもたちの興味を喚起する「ワクワク授業」と、児童同士が協働して、自ら考える力を養う「探究学習」を実践する[2]。
- 名古屋大学の教育学の理論やOECDラーニング・コンパスに基づき、興味を喚起する探究学習を提供している[3]。

## その他
環境省中部地方ESD活動支援センターと連携した「SDGsと環境教育を学ぶ」講演会の開催など、定期的に教育に関するイベントを開催している。